# 2-エトキシカルボニル-1-メチルビニルシクロヘキシルメチルホスホネート
2-エトキシカルボニル-1-メチルビニルシクロヘキシルメチルホスホネートは、化学兵器として開発された有機リン化合物（神経剤）である。